# الخشی
الخشی یک منطقهٔ مسکونی در ایران است که در استان بوشهر واقع شده‌است. براساس سرشماری مرکز آمار ایران در سال ۱۳۹۵، این روستا کمتر از سه خانوار جمعیت داشته‌است.